# Parque Viharamahadevi
El Parque Viharamahadevi es un parque público, que se encuentra en Colombo, Sri Lanka y cuenta con árboles tropicales, abundante avifauna e interesantes monumentos. 
Hacia el sur, se encuentra el edificio del Ayuntamiento de Colombo, una estructura neoclásica que tiene cierto parecido con el Capitolio y que fue terminado de construir en 1928, en los días en que Ceilán era una colonia británica. También está cerca del Museo Nacional de Sri Lanka y al noroeste, se encuentra el templo budista Gangaramaya.

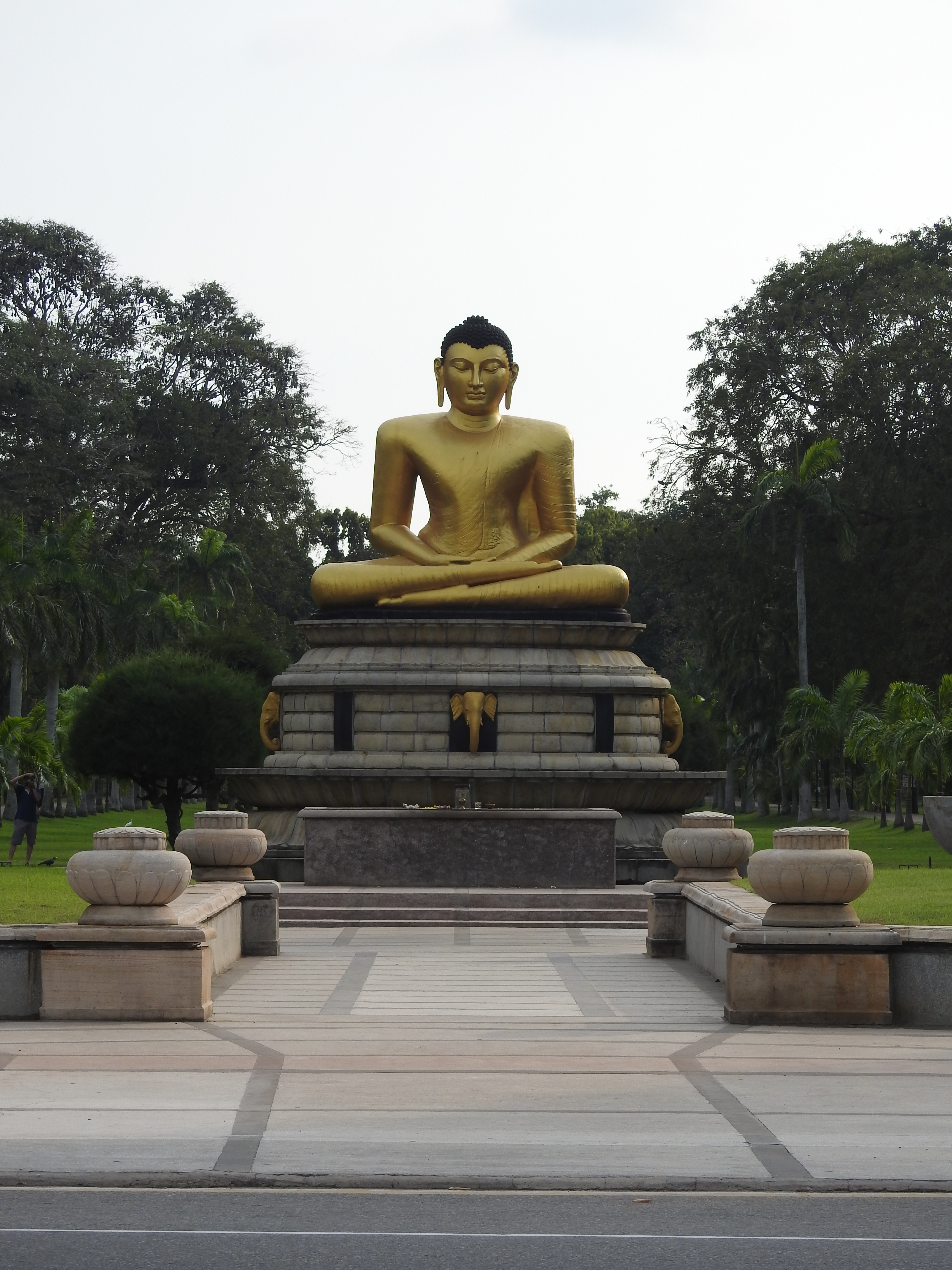
Estatua dorada de Buda en el parque.

Es el parque más antiguo y más grande de la ciudad. Fue construido en un terreno donado a la ciudad de Colombo por Charles Henry de Soysa, un emprendedor y filántropo ceilandés. Se llamaba entonces Parque Victoria en honor de la Reina Victoria del Reino Unido.
Durante la Segunda Guerra Mundial estuvo estacionado allí el ejército británico con la 17.ª Brigada australiana basada en el parque Victoria. Después de la guerra, el parque fue restaurado y reabierto al público en 1951 y cambió su nombre por la reina Viharamahadevi, la madre del legendario rey Dutugamunu, que gobernó del 161 al 137 a. C. y extendió el poder de Rajarata a toda la isla de Sri Lanka.
Antiguamente existió un campo de críquet en el parque, que se usó entre 1927 y 1995. El estadio «Vihara Maha Devi Park Open Air» es actualmente un lugar para conciertos y eventos públicos. Además de una serie de fuentes y juegos de agua y un pequeño zoo, destaca una estatua dorada de Buda (Buddharupa) y el Cenotafio y monumento de guerra de Colombo.
Entre los árboles, es curioso observar cómo las parejas de enamorados se citan discretamente en el parque para hacerse arrumacos protegidos por un paraguas.